# Джулія Б'янкі
Джулія Б'янкі або просто Джулія (порт.-браз. Julia Bianchi / Julia; нар. 7 жовтня 1997, Шаншере, Санта-Катарина, Бразилія) — бразильська футболістка, півзахисниця клубу «Палмейрас» та національної збірної Бразилії.

## Клубна кар'єра
Народилася в місті Шаншере, невеличкому містечку в штаті Санта-Катарина на півдні Бразилії. Футбольну кар'єру розпочала в клубі «Кіндерманн» з Касадора, штат Санта-Катарина. Після цього грала за «Сентру Олімпіку». У 2015 році підписала 2-річний контракт з чинним чемпіоном Бразилії «Ферроварією», у складі якого виступала в бразильській Серії A1 та Лізі Пауліста. У 2017 році повернулася до «Кіндерманна», але того ж року її віддали в оренду до «Мадрида» з прімера Дивізіону Іспанії. За два сезони, проведені в Іспанії, зіграла 17 матчів у національному чемпіонаті. Після повернення до «Кіндерманна», визнавалася найкращою футболісткою чемпіонату Бразилії сезону 2020 року. Як наслідок, вже наступного року підписала контракт з «Палмейрасом».

## Кар'єра в збірній
У 2012 році 14-річна Джулія отримала перший виклик до дівочої збірної Бразилії (WU-17) для участі в дівочому чемпіонаті світу 2012 року (WU-17). У всіх чотирьох матчах бразильської збірної на турінірі грала на позиції правої захисниці. У той же час бразилійки успішно подолали груповий етап, але в 1/4 фіналу поступилися одноліткам з Німеччини.
Згодом виступала за молодіжну збірну Бразилії (WU-20), у футболці якої виступала на двох поспіль молодіжних чемпіонатах світу. У 2014 році в Канаді Бразилія вибула за підсумками групового етапу, а в 2016 році на Папуа-Новій Гвінеї поступилася в 1/4 фіналу Японії. На вище вказаних турнірах зіграла у всих матчах збірної Бразилії, виходила на поле на позиції опорної півзахисниці, правої захисниці та центральної захисниці.
9 листопада, після чудового сезону 2020 року, в якому Джулію обрали найкращою півзахисницею чемпіонату Бразилії 2020, отримала виклик до національної збірної Бразилії на два товариські матчі проти Аргентини. Згодом Аргентину змінив Еквадор. 1 грудня дебютувала за Бразилію, вийшовши на поле в перерві переможного (8:0) поєдинку проти Еквадора. 28 січня 2021 року Пія Сундхаге викликала Б'янкі представляти Бразилію на SheBelieves Cup 2021 року. Вона брала участь у всіх трьох матчах, які зіграла її команда на турнірі. Згодом того ж року отримала черговий виклик і зіграла у двох інших товариських матчах за Бразилію. 11 червня проти Росії та 14 червня проти Канади.
18 червня 2021 року Сундхаге викликала Б'янкі до складу збірної Бразилії для участі в літніх Олімпійських іграх 2020 року.

## Досягнення

### Клубні
«Кіндерманн»
- Ліга Катаріненсе
  -  Чемпіон (6): 2011, 2012, 2013, 2017, 2018, 2019

«Ферроварія»
- Кубок Лібертадорес
  -  Володар (1): 2015

### У збірній
- Міжнародний футбольний турнір
  -  Чемпіон (1): 2014

### Індивідуальні
- Найкраща гравчиня чемпіонату Бразилії: 2020